# Ferrovia Torre Annunziata-Sorrento
La ferrovia Torre Annunziata-Sorrento è una ferrovia della rete Circumvesuviana, gestita dall'Ente Autonomo Volturno nel contesto del servizio ferroviario metropolitano di Napoli.
La linea collega Napoli al sito archeologico di Pompei, oltreché alle note località balneari della penisola sorrentina. Tra le stazioni più movimentate si annoverano Pompei Scavi, Vico Equense, Castellammare di Stabia, Via Nocera e Torre Annunziata Oplonti; quest'ultima è un importante interscambio con la linea Napoli-Pompei-Poggiomarino, con cui la linea condivide gran parte del tracciato.

## Storia
Il 25 luglio 1934, alla presenza del principe Umberto di Savoia fu inaugurata la tratta da Torre Annunziata a Castellammare di Stabia; il successivo 24 novembre 1940 fu inaugurato il tronco da Castellammare di Stabia alle Terme.
Nel luglio 1944 iniziarono i lavori per la costruzione della tratta da Castellammare Terme a Sorrento, in sostituzione della precedente tranvia; la tratta fu inaugurata il 6 gennaio 1948 dal presidente del consiglio Alcide De Gasperi. Si tratta di un'infrastruttura ricca di opere ingegneristiche: viste le numerose montagne presenti, furono scavate diverse gallerie, tra cui una della lunghezza di quasi 4 km tra Castellammare di Stabia e Vico Equense. Inoltre per collegare Vico Equense con Meta, viene costruito un viadotto, presso Seiano, sul quale sarà ubicata anche l'omonima stazione, cui segue una galleria rettilinea di circa 1 800 metri che conduce alla stazione di Meta.
Contemporaneamente all'attivazione della tratta, venne soppressa la linea tranviaria Castellammare di Stabia-Sorrento.
Nel corso degli anni la linea registra diversi cambiamenti come l'innalzamento delle banchine, mentre nel luglio 2000 è stato attivato il raddoppio del binario da Torre Annunziata a Pompei Scavi.
Il 27 giugno 2017 sono stati inaugurati nello stesso giorno la nuova stazione di Villa Regina-Antiquarium e i cantieri per una nuova stazione a Castellammare di Stabia, dal nome Castellammare Scavi, che sostituirà la stazione di Via Nocera.

## Caratteristiche

### Percorso
| Unknown route-map component "CONTgq" | Unknown route-map component "STR+r" |  |

| Station on track |

|  | Unknown route-map component "ABZg2" | Unknown route-map component "STRc3" |

|  | Unknown route-map component "d" | Unknown route-map component "SKRZ-Ao" + Unknown route-map component "STRc1" | Unknown route-map component "RAq" + Unknown route-map component "lMKRZq2+4u" + Unknown route-map component "STR2+4" | Unknown route-map component "dSTRc3" |

|  | Unknown route-map component "d" | Straight track | Unknown route-map component "STRc1" | Unknown route-map component "dCONT4-" |

| Unknown route-map component "CONTgq" | Unknown route-map component "KRZu" | Unknown route-map component "CONTfq" |

| Stop on track |

| Stop on track |

| Unknown route-map component "CONTgq" | Unknown route-map component "KRZo" | Unknown route-map component "CONTfq" |

| Unknown route-map component "SKRZ-Au" |

| Stop on track |

| Unknown route-map component "eHST" |

| Stop on track |

| Unknown route-map component "CONTgq" | Unknown route-map component "KRZo" | Unknown route-map component "CONTfq" |

| Unknown route-map component "eHST" |

| Stop on track |

| Enter and exit short tunnel |

|  | Station on track | Aerial tramway |

| Enter and exit short tunnel |

| Unknown route-map component "eHST" |

| Unknown route-map component "tSTRa" |

| Unknown route-map component "tHST" |

| Unknown route-map component "tHST" |

| Unknown route-map component "tSTRe" |

| Stop on track |

| Enter and exit short tunnel |

| Unknown route-map component "hHSTae" |

| Enter and exit short tunnel |

| Stop on track |

| Stop on track |

| Stop on track |

| End station |